# Torkel Wächter
Torkel S Wächter, även känd under pseudonymen Tamara T, född 1961 i Stockholm,  är en tysk-svensk författare och flygkapten (SAS, Lufthansa). Hans författarskap utforskar individens förhållande till den ständigt föränderliga gränsen mellan vetenskap och kultur, maktens lagar för könen, kärleken och kroppen. Wächters böcker har översatts till engelska, tyska och finska Under långa perioder har Wächter varit bosatt utomlands, bland annat i Danmark och i Spanien; han bor sedan 2006 i Berlin. Wächter gav år 1999 ut Sveriges första e-bok.

## Författarskap

### Samson
Wächters debutroman Samson gavs ut 1997 av Natur & Kultur och byggde delvis på hans erfarenheter som fältflygare och SAS-pilot. "Wächter, som själv är flygstyrman, begår en mycket lovande debut, med ett språk och tonläge som genast fångar läsaren. Det är en välskriven, rolig och djupt tänkvärd bok om ett manligt yrke och ett manligt psyke, med dess behov av kontroll, moralisk entydighet, erotisk framgång och kärv men djup vänskap." skrev Matts Lindberg för BTJ. Romanen rosades allmänt av kritiker för sin stringenta stil samt den exakta och vackra språkbehandlingen. I Aftonbladet skrev Simone Söderhjelm, ”Wächter skriver på ett intagande, personligt och ofta mycket vackert språk och hans historia är gripande.“ Och i Göteborgs Posten prisade Maria Ekendahl ”det klara enkla språket”, medan Länskurirens Rolf Johnsson utbrast, ”Det var länge sedan jag läste en bok så underfundigt skriven, så genomtänkt prosa och med så djärv språkbehandling.” Men i hyllningskören hördes också röster som Birgitta Hybinettes, på Östgöta Correspondenten, ”Vad beträffar Samson så är den – trots mina framför allt könsliga invändningar – en oroande bok som skrivits på ett koncist och flärdfritt språk som helt matchar det enkla/svåra innehållet.”  Stina Nylén, på Göteborgs Tidningen, upprördes så över romanen att hon skrev en närmast hatisk recension (som förlaget påpassligt kom att använda i marknadsföringen av pocketupplagan av boken). Hon kallade romanen ”ett av de intensivaste koncentrat av riktigt korkad manschauvinism, uppblåst självbelåtenhet och kvinnoskräck jag fått i min hand på länge, länge”.

### Ciona - en självbiologi
Wächters "andra debut", Ciona - en självbiologi,  som gavs ut av Alfabeta/Anamma 2002 under pseudonymen Tamara T, kom att bli en av det årets mest diskuterade böcker. "Kortromanen trängde in i kvinnliga motiv kring drifter och förstånd, sexualitet och barnlöshet." (Marcus Boldemann för DN) Det spekulerades friskt kring vem som dolde sig bakom pseudonymen Tamara T, alla gissningar handlade om kvinnliga författare.  "Vad det än är som har drivit denna författare att publicera sin roman under pseudonym, så inte lär det vara yrkesrelaterad blygsel. Romanen 'Ciona. En självbiologi' är så bra att ingen rimligen skulle kunna ta anstöt av att tillskrivas upphovsrätten." skrev Jonas Thente i Dagens Nyheter.
Boken skapade sensation då den blev den första bok skriven under pseudonym att nomineras till Augustpriset. Och därmed sattes drevet igång på landets kulturredaktioner, under några månader jagades den mystiska författaren bakom pseudonymen Tamara T. Upplösningen kom några timmar före Augustprisgalan 2002, då klev Wächter fram och bekräftade, i en av få intervjuer, att han var upphovsman till romanen. 
I Svenska Institutets årsbok 2002 sammanfattar författaren och kritikern Jan Arnald, även känd som deckarförfattare under pseudonymen Arne Dahl, litteraturåret: "Intressantast av de mer könsspecifikt orienterade romanerna i år är Tamara T:s svårtolkade "självbiologi" Ciona. Det är en politiskt mycket inkorrekt roman som, åtminstone till synes, förkastar genus som social konstruktion och hävdar biologins rätt. Bokens glasklara och eleganta prosa gör den så tveeggad att den utan omsvep kan läsas på diametralt motsatta vis. Tamara T är den hemliga pseudonymen för en rutinerad författare som publicerats på annat håll. Det finns indikationer på att hon är en kvinna." 
Arnalds sammanfattning skrevs uppenbarligen före Augustgalan, där Wächter trädde fram. Den sammanfattning som litteraturkritikern Magnus Eriksson gör i Nordiska Rådets årsbok är däremot skriven efter att Wächter tagit på sig upphovsmannaskapet till Ciona - en självbiologi: "En av de mer uppmärksammade svenska böckerna år 2002 var annars Ciona. En självbiologi (AlfabetaAnamma), utgiven under pseudonymen Tamara T. Romanen handlar om sexualitet och maskspel. Den kretsar kring två kvinnor: romanjaget och den undanglidande Gabriella, alltid omtalad i tredje person. Romanjaget iakttar Gab-riella, kvinnan som alltid tränger sig emellan när hon förälskar sig. Den iakttagande kvinnan forskar om olika sjöpungsarter. Romanen har sitt namn efter Ciona intestinalis, en så kallad solitär sjöpung. Sjöpungarna är omgivna av ett skyddande hölje, och de tar upp näring genom att filtrera vatten genom organismen. Den solitära sjöpungen sitter fast. Kvinnan är också en solitär. Hon sitter fast i en förnekelse av sin sexualitet, liksom inkapslad i ett hölje. Hennes medvetande blir ett indifferent filter som intrycken tränger genom. Romanens detaljerade skildringar av sjöpungarnas liv blir själsprojektioner. Även Gabriella kan vara en projektion, en bärare av romanjagets driftsimpulser. Ofta lockar hon jaget till en snabb förförelse, en kravlös sexakt, för att ta över när hon uttrycker sin tvekan. Men vi vet inte säkert. Texten är på en gång öppen och sluten: öppen i tolkningshänseende, sluten i sin erfarenhet. Och obönhörlig i sin gestaltning av en kluven livs- och personlighetsupplevelse. Det spekulerades åtskilligt i vem som dolde sig bakom pseudonymen Tamara T. Carina Rydberg, Gabriella Håkansson och Mara Lee nämndes. Alla förutsatte att författaren var en kvinna. När romanen nominerades till Augustpriset framträdde författaren, piloten Torkel Wächter. Han var rädd att boken inte skulle tagits på allvar om man vetat att den skrivits av en man. Det kan antyda att främlingskapet (existentiellt, genusmässigt, socialt) inte bara präglar litteraturen, utan även den litterära offentligheten. "

#### Författarens egen förklaring till att Ciona gavs ut under pseudonym
Ciona - en självbiologi gavs ut på den internationella kvinnodagen, den 8 mars 2002, och mottogs entusiastiskt av en enad kritikerkår. I en e-postintervju i Svenska Dagbladet (Jesper Huor 2002-03-02) motiverade författaren valet att ge ut boken under pseudonym på följande sätt: ”En alltför stark personfixering leder till att vi bit för bit håller på att förlora förmågan att läsa skönlitteratur.”, och fortsatte, ”Det är min förhoppning att det skall vara möjligt att möta texten fri från förutfattade meningar.” I en intervju i TV4 nyheterna sa Wächter, "Jag är rädd för att vi håller på att förlora förmågan att läsa skönlitteratur." 

### 32 Postkarten
I mars 2010 startade Wächter konst- och litteraturprojektet 32 Postkarten, i vilket 32 autentiska vykort publicerades på dagen 70 år efter att de skrevs. Vykorten skrevs mellan 1940 och 1941 och var adresserade till Torkel Wächters judiske far, Walter Wächter, som hade flytt från Tyskland till Sverige. 

### Meines Vaters Heimat
Wächter har under senare år varit verksam i Tyskland, där publicerar han sina böcker under författarnamnet Torkel S Wächter. Sommaren 2021 publicerades romanen Meines Vaters Heimat och hyllades av en enig kritikerkår.